# رستم أباد (جمع أبرود)
رستم أباد (بالفارسية: رستم‌آباد) هي قرية تقع في إيران في قسم جمع أبرود الريفي. يقدر عدد سكانها بـ 19 نسمة .